# Бод (техника)
Бод је појам из телекомуникација и електронике. Пише се baud, а чита бод. Тако се мери брзина преноса што је број промена у секунди у модулисаном сигналу у средини кроз коју се преноси сигнал. Названо је по Емилу Боду, изумитељу Бодовог кода у телеграфији.
На пример, 250 бода значи да је 250 сигнала пренесено у секунди. Ако сваки сигнал носи 4 бита информације тада је сваке секунде пренето 1000 бита. Ово се означава тада као 1000 бит/с.
Не треба помешати величине које описују количину пренетих бодова са количином података у секунди (који се обично означавају као бити у секунди). Сваки пренесени сигнал може носити један или више битова информације. За ово је карактеристичан пример квадратурна амплитудска модулација. Уколико сваки сигнал носи тачно један бит тада су количина бода и бита у секунди једнаке. Међутим, много се ефикасније користи дати опсег медијума за пренос сигнала ако се у један сигнал утисне више бита. Ово смањује време преноса информације.
Јасан пример разлике између количине бода и бита у секунди је брзина сигнализације човека који заставицом преноси поруке између бродова. Човек може померити руку једном у секунди па је његова брзина сигнализирања 1 бод/с. Међутим, застава може бити у једном од 8 различитих положаја: високо дигнута, 45 степени лево, 90 степени лево, 135 степени лево, право доле, 135 степени десно, 90 степени десно, 45 степени десно. ово значи да сваки сигнал носи 3 бита информације (23=8), јер су потребне 3 бинарне цифре за кодирање 8 различитих стања - дакле брзина преноса је 3 бита у секунди.
Тако модем брзине 2400 бита/с стварно преноси 600 бода, где је сваки сигнал модулисан у квадратурно амплитудској модулацији и носи по 4 бита информације.

## Назив
Јединица у боду је добила име по Емилу Боду, проналазачу Бодовог кода за телеграфију, и представљена је према правилима за СИ јединице. Односно, прво слово његовог симбола је велико (Bd), али када се јединица напише, треба је писати малим словима (baud), осим када почиње реченицу. Бод је дефинисао CCITT (сада ITU) у новембру 1926. Ранији стандард је био број речи у минути, што је била мање робусна мера пошто дужина речи може да варира.

## Дефиниције
Време трајања симбола, може се директно измерити као време између прелаза гледајући дијаграм сигнала на осцилоскопу. Време трајања симбола Ts може се израчунати као:
{\displaystyle T_{\text{s}}={1 \over f_{\text{s}}},}
где је fs брзина симбола. Такође постоји шанса за погрешну комуникацију која доводи до двосмислености.
Пример: Комуникација брзином од 1000 Bd означава комуникацију путем слања 1000 симбола у секунди. У случају модема, ово одговара 1000 тонова у секунди; слично томе, у случају линијског кода, ово одговара 1000 импулса у секунди. Време трајања симбола је 1/1000 секунде (тј. 1 милисекунда).
У дигиталним системима (тј. коришћењем дискретних/дисконтинуираних вредности) са бинарним кодом, 1 Bd = 1 bit/s. Насупрот томе, недигитални (или аналогни) системи користе континуирани опсег вредности за представљање информација и у овим системима тачна величина информација од 1 Bd варира.
Бoд се скалира коришћењем стандардних метричких префикса, тако да нпр
- 1 kBd (килобод) = 1000 Bd
- 1 MBd (мегабод) = 1000 kBd
- 1 GBd (гигабод) = 1000 MBd.

## Однос према бруто битској брзини
Брзина симбола је повезана са бруто битском брзином израженом у bit/s. Термин бод се понекад погрешно користи за означавање брзине бита, пошто су ове брзине исте у старим модемима као и у најједноставнијим дигиталним комуникационим везама које користе само један бит по симболу, као што је бинарна цифра „0” представљена једним симболом, а бинарна цифра "1" другим симболом. У напреднијим модемима и техникама преноса података, симбол може имати више од два стања, тако да може представљати више од једног бита. Бит (бинарна цифра) увек представља једно од два стања.
Ако се N битова преноси по симболу, а бруто брзина битова је R, укључујући додатне трошкове кодирања канала, брзина симбола fs се може израчунати као
{\displaystyle f_{\text{s}}={R \over N}.}
Узимајући информацију по импулсу N у бит/пулсу као логаритам основе 2 броја различитих порука M које могу бити послате, Хартлеј је конструисао меру бруто брзине протока R као
{\displaystyle R=f_{\text{s}}N\quad } где је {\displaystyle \quad N=\left\lceil \log _{2}(M)\right\rceil .}
Овде, {\displaystyle \left\lceil x\right\rceil } означава функцију плафона {\displaystyle x}. Где се  {\displaystyle x} узима за било који реалан број већи од нуле, тада се функција плафона заокружује на најближи природни број (нпр. {\displaystyle \left\lceil 2.11\right\rceil =3}).
У том случају се користи M = 2N различитих симбола. У модему, то могу бити временски ограничени тонови синусног таласа са јединственим комбинацијама амплитуде, фазе и/или фреквенције. На пример, у 64QAM модему, M = 64, те је брзина преноса бита N = log2(64) = 6 пута брзина бода. У линијском коду, то може бити M различитих нивоа напона.
Однос није нужно чак ни цео број; у 4B3T кодирању, брзина битова је 4/3 брзине преноса. (Типичан интерфејс основне брзине са брзином сирових података од 160 kbit/s ради на 120 kBd.)
Кодови са много симбола, а самим тим и брзина битова већа од брзине симбола, најкориснији су на каналима као што су телефонске линије са ограниченим пропусним опсегом, али високим односом сигнал-шум унутар тог пропусног опсега. У другим апликацијама, брзина преноса је мања од брзине симбола. Модулација од осам до четрнаест која се користи на аудио CD-овима има брзину преноса 8/14 бодне брзине.